# Fillie Lyckow
Fillie Lyckow (Estocolmo, 31 de octubre de 1934 – Mariefred, 27 de marzo de 2015) fue una actriz sueca. Actuó en películas sobre Maggie (Madicken) y en series suecas de renombre como "Varuhuset". En 2007 y 2008 fue la ama de llaves de von Trapp, Frau Schmidt, en The Sound of Music en Göta Lejon. Murió el 27 de marzo de 2015 a los 80 años.

## Filmografía
- 1961 - Lustgården - Berta
- 1964 - Klänningen - Butiksbiträde
- 1973 - Luftburen - Marianne
- 1974 - Straffet - Barnavårdsassistenten
- 1977 - Mackan - Kenneths mor
- 1978 - En och en - Malin
- 1979 - Madicken - Fröken
- 1979 - Du är inte klok Madicken - Fröken
- 1980 - Flygnivå 450 - Sjuksköterska
- 1980 - Madicken på Junibacken - Fröken
- 1982 - Brusten Himmel - Ebba
- 1984 - Sömnen - Alma
- 1987 - Varuhuset - Aina Lindgren
- 1988 - Kråsnålen - Fru Blomqvist
- 1989 - Tre kärlekar (Serie) - Fredrika Melin
- 1994 - Svensson Svensson - Dagmar
- 2000 - Nya tider - Liselotte Rosén
- 2009 - Guldkungen
- 2009 -  Livet i Fagervik